# أوربانو أورتيغا
أوربانو أورتيغا (بالإسبانية: Urbano Ortega)‏ (22 ديسمبر 1961 في إسبانيا - ) هو مدرب كرة قدم ولاعب كرة قدم إسباني في مركز الوسط، شارك في الألعاب الأولمبية الصيفية 1980. وشارك مع منتخب إسبانيا تحت 18 سنة لكرة القدم ومنتخب إسبانيا تحت 21 سنة لكرة القدم ومنتخب إسبانيا تحت 23 سنة لكرة القدم ومنتخب إسبانيا لكرة القدم. أما مع النوادي، فقد لعب مع إسبانيول ونادي برشلونة ونادي لاردة ونادي مالقا ونادي مريدا ونادي ماردة ‏.

## وصلات خارجية
- أوربانو أورتيغا على موقع الاتحاد الدولي (مؤرشف)  (الإنجليزية)
- أوربانو أورتيغا على موقع الاتحاد الأوربي (الإنجليزية)
- أوربانو أورتيغا على موقع قاعدة بيانات كرة القدم.إي يو (الإنجليزية)
- أوربانو أورتيغا على موقع أوليمبيديا (الإنجليزية)